# Mahenes semifasciata
Mahenes semifasciata là một loài bọ cánh cứng trong họ Cerambycidae.